# Estação Blackfriars

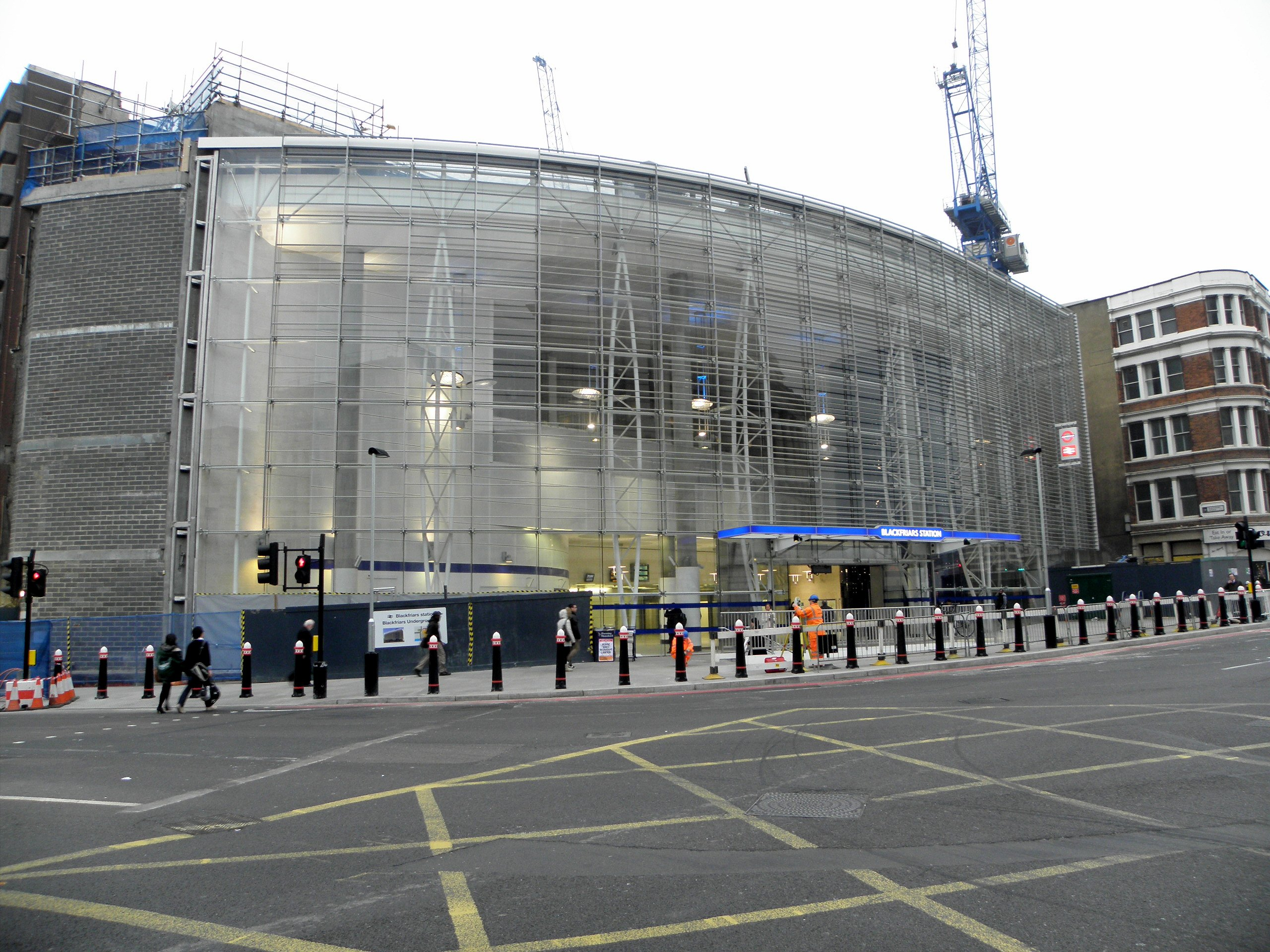
Edifício de acesso a estação (2012).

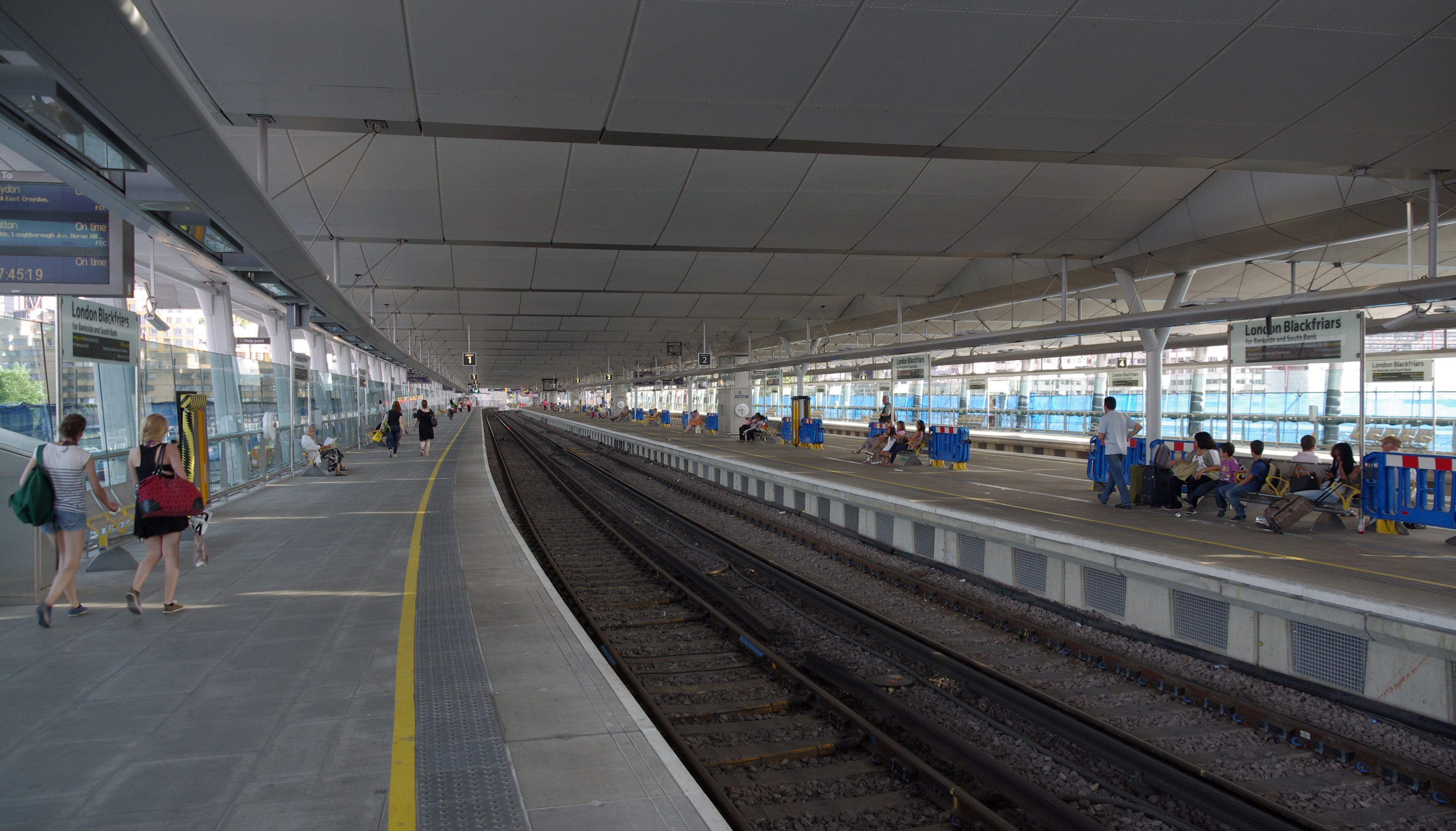
Plataformas de embarque.

Blackfriars ou Estação Blackfriars é uma estação ferroviária e do Metropolitano de Londres no distrito de mesmo nome, na cidade de Londres, o distrito financeiro de Londres. Ela está localizada na margem norte do rio Tamisa e ao lado da ponte de Blackfriars, na Zona 1 do Travelcard. Em 2014, 13,14 milhões de passageiros do metrô usaram a estação, mais 14,412 milhões de passageiros ferroviários.

## História
A estação foi proposta pela London, Chatham and Dover Railway (LC&DR), que recebeu poder parlamentar para construir uma linha na cidade de Londres. A empresa queria competir com rivais, a South Eastern Railway, e fornecer o melhor serviço no centro de Londres. A linha estava completa até o Tâmisa em 1864; a LC&DR abriu a Estação Blackfriars Bridge em 1 de junho, que ficava na margem sul, adjacente à Blackfriars Road. A estação foi construída em dois níveis, com um depósito de mercadorias ao nível da rua e instalações de passageiros ao nível da ponte. Uma estação de metrô em Blackfriars ao norte do rio foi aberta pela Metropolitan District Railway em 1870, antes de qualquer estação principal.
A ponte ferroviária sobre o Tâmisa foi atrasada porque o governo controlador da cidade, a Corporação de Londres, não tinha certeza de como deveria ser e quantos arcos deveriam existir. A estação foi projetada por Joseph Cubitt e tinha um longo telhado com paredes que se estendiam até a margem do rio. Cubitt posteriormente projetou a ponte original, que carregava quatro faixas em uma ponte de treliça, apoiada por conjuntos de pilares de pedra que sustentam colunas de ferro. Os serviços começaram do outro lado da ponte em 21 de dezembro de 1864. Após a conclusão, os trens terminaram em um terminal temporário, substituído por Ludgate Hill em 1 de junho de 1865. Uma outra estação, Holborn Viaduct, abriu em 2 de março de 1874 e a linha LC&DR passava pelo Túnel Snow Hill para uma conexão com a Metropolitan Railway perto de Farringdon, então para as estações King's Cross e St Pancras.
A estação principal de Blackfriars foi inaugurada pela LC&DR como Estação ferroviária de St. Paul em 10 de maio de 1886, quando a empresa abriu a ponte ferroviária de St. Paul sobre o Tamisa. A ponte foi construída paralelamente à Ponte Ferroviária de Blackfriars de 1864, transportando sete faixas em cinco vãos em arco entre 175 pés (53 m) e 185 pés (56 m) de altura. Alargava-se além da ponte até o terminal no lado sul da Queen Victoria Street. A estação original era um edifício de tijolos rosa-vermelho pequeno e de design barato, pois o LD&CR teve dificuldades financeiras ao longo de seu tempo de vida tentando dirigir uma ferrovia pelo Centro de Londres. A fachada da estação dava para a District Railway, impossibilitando o acesso de táxi e adro por falta de espaço. No entanto, permitiu a St Paul's um intercâmbio direto com o resto do metrô, ao contrário de todas as outras estações LC&DR. Em 13 de novembro de 1886, foi feita uma conexão direta entre as estações principal e do metrô. A Estação de St. Paul foi renomeada pela Southern Railway como Blackfriars em 1 de fevereiro de 1937.